# Hala Mała Łąka

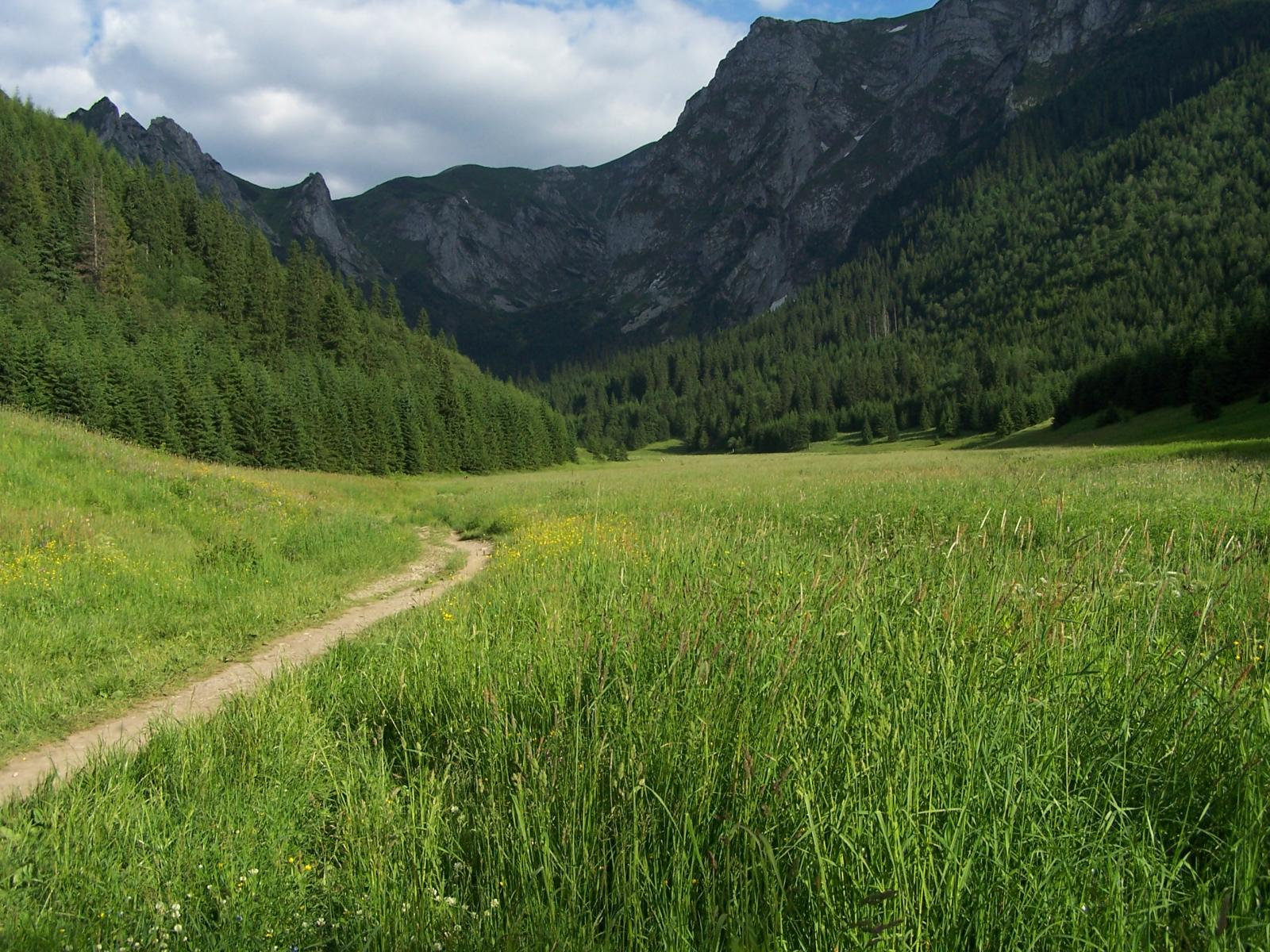
Żółty szlak prowadzący dnem Doliny Małej Łąki – dolna część Wielkiej Polany

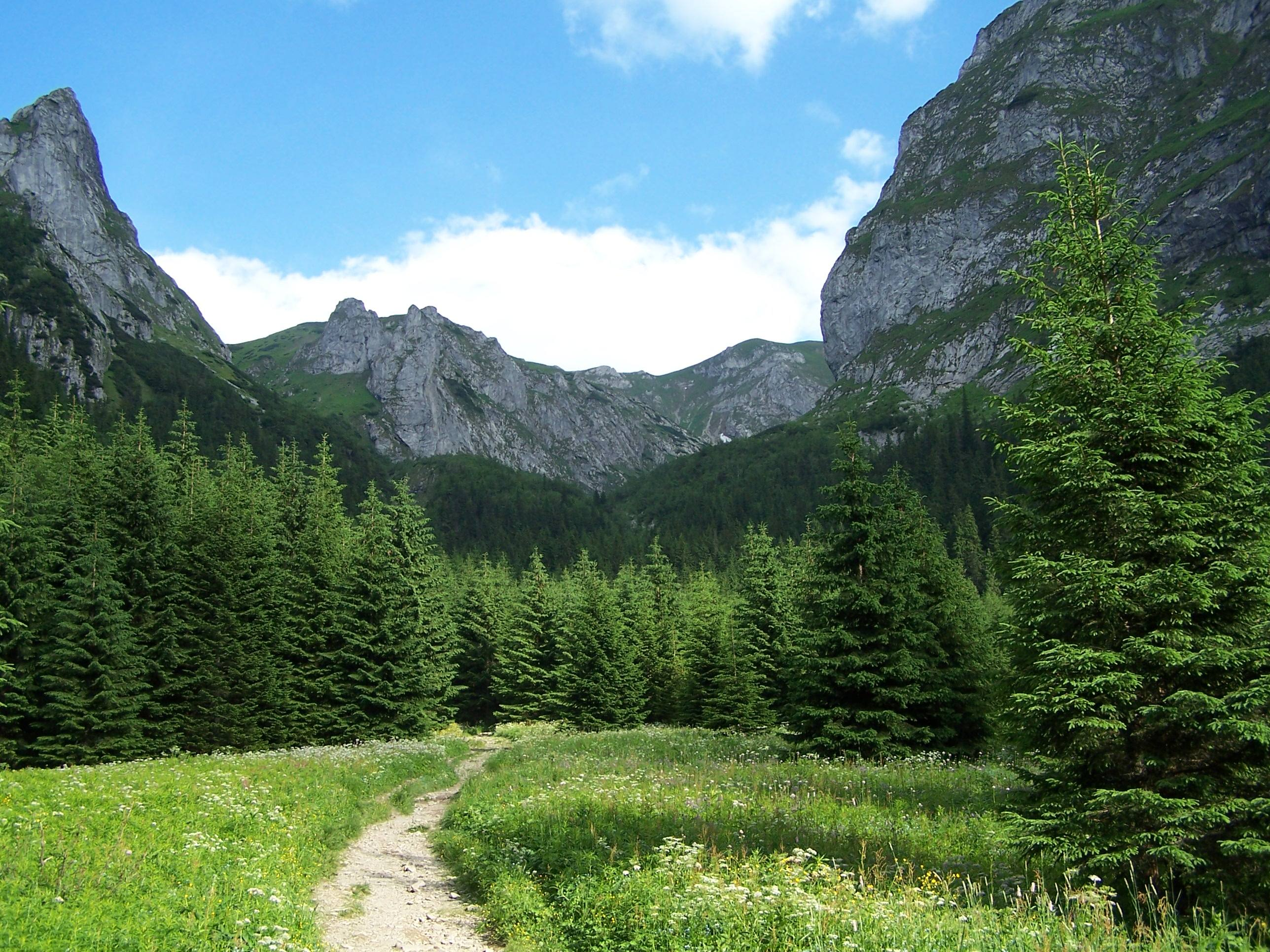
Żółty szlak prowadzący dnem Doliny Małej Łąki – górna część Wielkiej Polany stopniowo zarastająca lasem

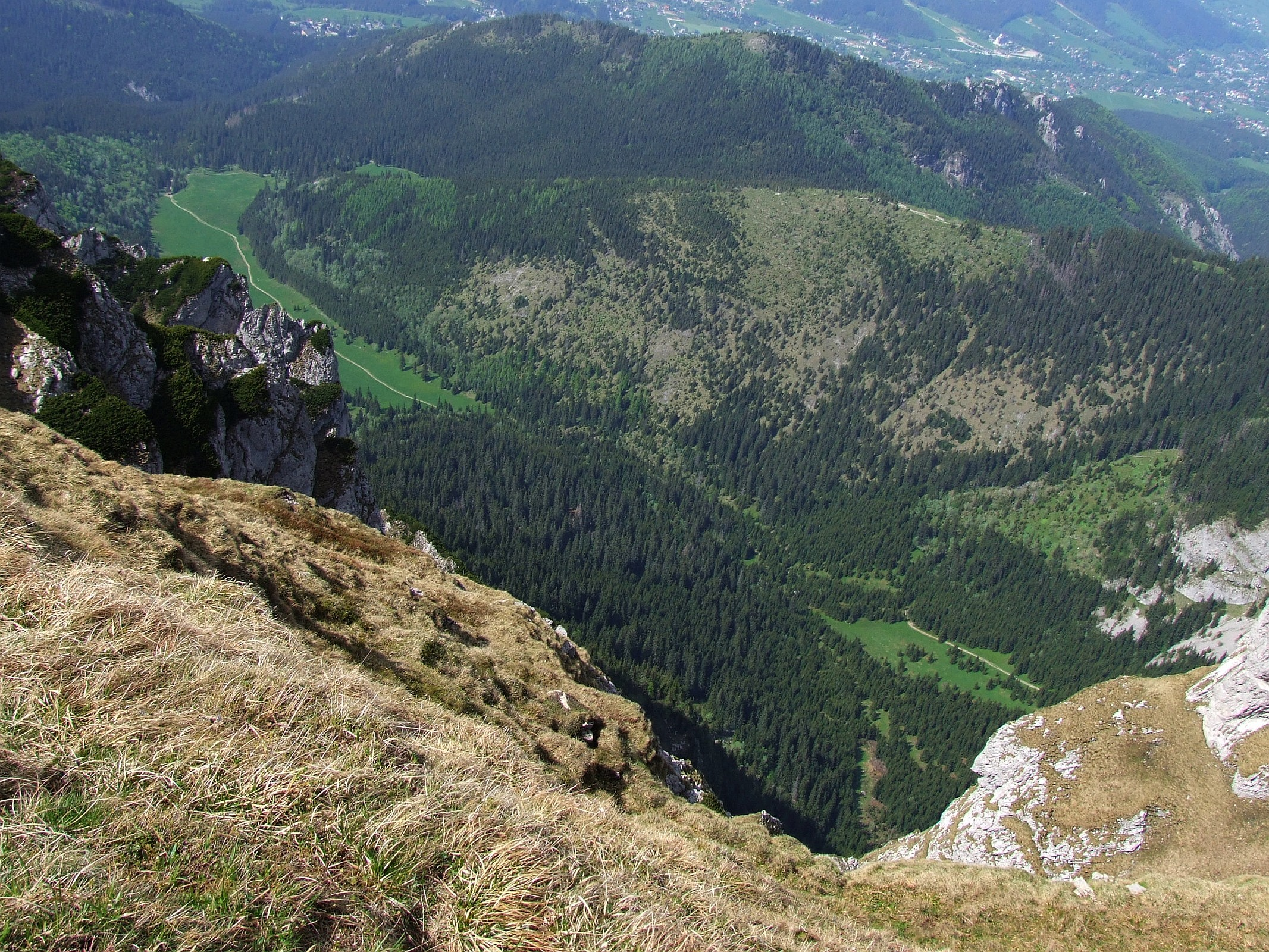
Widok z góry

Hala Mała Łąka lub po prostu Mała Łąka – dawna hala pasterska w Dolinie Małej Łąki w Tatrach Zachodnich, którą górale nazywali Małałąka, ku Małołące. Nieznane jest pochodzenie tej nazwy, być może jest żartobliwa, przekorna, ponieważ główna polana hali – Wielka Polana Małołącka – jest w istocie jedną z największych polan w Tatrach. Na polanie tej stały niegdyś zabudowania pasterskie. Bronisław Gustawicz w 1885 r. pisał: „Szopy na siano, obory dla krów i szałasy nadają Małej Łące pozór małej osady pośród Tatr”. Oprócz Wielkiej Polany do hali tej należała jeszcze znajdująca się poniżej Przełęczy w Grzybowcu dużo mniejsza Mała Polanka, zaznaczana dziś jeszcze na niektórych mapach, przylegające do dolnej części Wielkiej Polany i położone na wale moreny Rówienki oraz rówień Wyżnie znajdująca się w dnie doliny powyżej Wielkiej Polany.
Hala zajmowała środkową i górną część Doliny Małej Łąki, sięgając pasterskimi obszarami po szczyty Giewontu, Kopy Kondrackiej i Małołączniaka. Ogólna jej powierzchnia przed przejęciem przez TPN wynosiła 248,14 ha, z tego pastwiska stanowiły 15,3 ha, halizny 15,0 ha, nieużytki 101,56 ha, lasy 36,28 ha, kosodrzewina 80 ha. 
Wielka Polana (dużą łąka w środku doliny) obejmowała 9,69 ha, zaś sąsiednia Mała Polanka około 1,2 ha. Dodatkowa powierzchnia serwitutów na gruntach w lasach „pańskich” (później państwowych, tzw. cerkiel wypasowy), wykorzystywana przez użytkowników Małej Łąki, wynosiła 129,79 ha.
Według decyzji serwitutowych z II połowy XIX w. w Małej Łące wolno było wypasać 600 owiec, 150 jagniąt, 50 krów, 25 jałówek, 20 koni i 8 wołów. Istniały określone przeliczniki dotyczące zmiany ilości poszczególnych zwierząt: można było zamienić wypas 2 koni lub 2 wołów na 3 krowy, 2 jałówek na 1 krowę, 1 krowy na 6 owiec i wreszcie 2 jagniąt na 1 owcę, co łącznie dawało 1195 owiec. Z czasem, wraz z ubożeniem terenów wypasowych oraz ich wykupem, liczby te się zmniejszały. W latach 50. XX w. można tu było wypasać do około 700 owiec. W 1960 r. wypas na tej hali (przeliczony w owcach) wynosił 550 sztuk.
Najstarsze znane dokumenty wspominają o tej hali już w XVI w., kiedy dzierżawcą dóbr szaflarskich i nowotarskich był Jan Pieniążek. On to w 1593 r. dał „polanę Małą łąkę dla pasienia owiec” Krzysztofowi Stochowi, sołtysowi wsi Pieniążkowice. W 1701 r. niejaki Waligórski, sołtys pieniążkowicki, sprzedał ją Budzom ze wsi Groń. Jeszcze w 1833 r. paśli na niej sami Budzowie i niejaki Jan Gąsienica (być może najemny pasterz). Jednak z czasem, w wyniku podziałów majątkowych przy dziedziczeniu, stała się ona współwłasnością licznych rodów góralskich, głównie z Gronia i Murzasichla. W 1846 r. hala Mała Łąka wraz z dwoma wspomnianymi polanami należała już do ośmiu gospodarzy: część zachodnia należała do jednego Budza z Gronia i dwóch Budzów z Murzasichla, zaś część wschodnia była w rękach Budzów z Gronia i Zakopanego oraz rodziny Walczaków z Zakopanego. W 1873 r. właścicieli hali było już 19. Proces rozdrabniania zatrzymał się w latach międzywojennych, kiedy to kilku gospodarzy drogą wykupu skupiło w swoich rękach szereg drobnych udziałów. W latach 60. XX w. hala miała 22 właścicieli.
Wielka Polana jest jedną z najżyźniejszych polan tatrzańskich. Powstała na terenie dawnego jeziora polodowcowego, które z czasem zapełnione zostało kilkoma stożkami napływowymi. Grubość osadów dennych sięga 65 m. Wielka i Mała Polana były koszone, siano zwożono zimą na saniach. Wypas natomiast odbywał się na zboczach otaczających dolinę, w żlebach, na haliznach, w lesie i w górnych piętrach doliny – Niżniej i Wyżniej Świstówce. Część pastwiskowa hali użytkowana była wspólnie, natomiast obie polany były podzielone katastralnie i hipotecznie. Właściciele posiadali, proporcjonalnie do udziałów w polanach, pewne idealne części pastwiska, co przekładało się na ilości pasionego przez nich dobytku.
Na początku XX w. liczba wypasanych tutaj owiec przekroczyła możliwości wypasowe tej hali. Nadmierny wypas płoszył żyjące tu świstaki, niszczył bogatą roślinność alpejską porastającą masyw Czerwonych Wierchów i spowodował silną erozję wschodnich zboczy doliny. Wypas trwał do lat 1961–64, kiedy to TPN w wyniku wykupów lub wywłaszczeń przejął od górali teren całej hali. Po zniesieniu pasterstwa zerodowane zbocza zregenerowały się, a bezleśne obszary hali, w tym również Wielka Polana stopniowo zarastają lasem.

## Szlaki turystyczne
Na terenie hali znajduje się skrzyżowanie szlaków turystycznych.
 – czarno znakowana Ścieżka nad Reglami z Polany Strążyskiej przez Przełęcz w Grzybowcu na Wielką Polanę Małołącką. Dalej prowadzi poprzez Przysłop Miętusi, Dolinę Miętusią i Zahradziska do Doliny Kościeliskiej.
- Czas przejścia z Polany Strążyskiej na Polanę Małołącką: 1:10 h, z powrotem 1:05 h
- Czas przejścia z Polany Małołąckiej do Doliny Kościeliskiej: 55 min, z powrotem 1:05 h

 – żółty z Gronika przez całą długość Wielkiej Polany Małołąckiej, Głazisty Żleb i Kondracką Przełęcz na Kopę Kondracką.
- Czas przejścia z Gronika na Polanę Małołącką: 55 min, ↓ 45 min
- Czas przejścia z Polany Małołąckiej na Kopę Kondracką: 2:35 h, ↓ 1:50 h

## Zobacz też

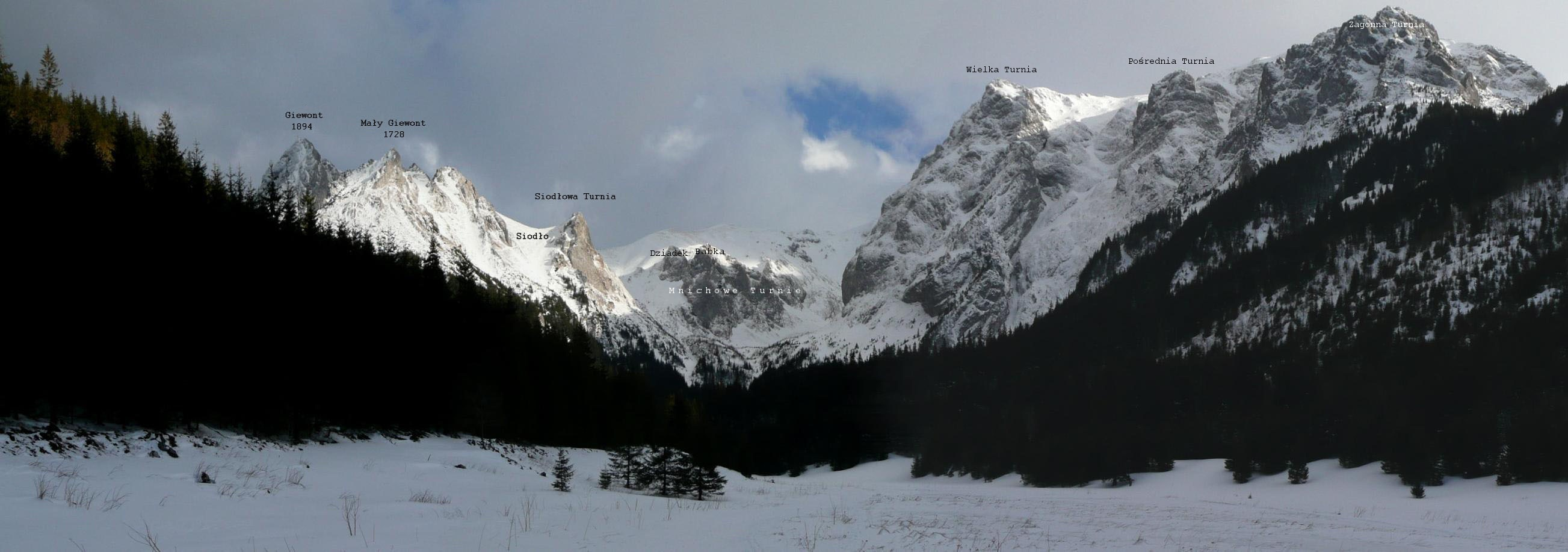
Obszary dawnej Hali Mała Łąka